# スカイランサー (ゲーム)
『スカイランサー』（英：Sky Lancer）は、1983年にオルカより発売されたアーケードゲーム。

## ゲーム内容
4方向レバー1本およびボタン1個仕様。レバーで自機であるロボットを上下に移動させたり左右に向きを変えたりし、ボタンを押すと自機の向いている方向にビームが発射される。
一面の流れは複数の編隊、ミサイル砲台、複数の編隊、1体の敵ロボットの順になり、編隊を全滅させるとボーナスが入る。なお、敵ロボットは撃破するとボーナスが入りクリアになるが、決着が着かないまま時間が経つと撤退する（クリア扱いになるがボーナスは入らない）。
3、7、11…と4面毎にボーナスステージで、自機の位置は固定されている。
敵と衝突するか被弾すると自機が破壊されてミスとなり、自機が全て破壊されるとゲームオーバーになる。